# Guérigny
Guérigny è un comune francese di 2 605 abitanti situato nel dipartimento della Nièvre nella regione della Borgogna-Franca Contea.
Nel territorio comunale la Nièvre de Prémery (o Petite Nièvre) e la Nièvre de Champlemy (o Grande Nièvre) confluiscono per formare la Nièvre, affluente di destra della Loira.

## Società

### Evoluzione demografica
Abitanti censiti